# Carrer d'en Pujol (Badalona)
El carrer d'en Pujol de Badalona (Barcelonès) és un carrer del nucli històric Dalt de la Vila, situat entre la plaça de la Medicina i el carrer de Sant Felip de Rosés, tenint continuació en el carrer d'en Lladó. Les cases en el costat nord-oest, en els números 1 a 31, són un conjunt uniforme de cases del segle xviii protegides com a bé cultural d'interès local.

## Conjunt de cases vuitcentistes
Són un conjunt de cases unifamiliars arrenglerades, de planta baixa i pis, amb notables esgrafiats populars, de tècnica lleugerament rudimentària. Davant el conjunt es troba una font amb safareig, petit templet emblanquinat. Les xemeneies són de fabricació posterior, de grans dimensions. Anteriorment existia un petit hort per a cada casa, a l'altre costat del carrer d'accés.

## Història
El conjunt de cases és un dels primers eixamples del Dalt de la Vila. Probablement eren els habitatges de jornalers vinculats a la masia de Can Pujol.
Sota d'aquestes cases es troben els vestigis de la ciutat romana de Baetulo, sobre tot el conducte del segle I que portava l'aigua des de l'aqüeducte cap a la ciutat. Té 1,5 m d'alçada i 1,2 d'amplada. És fet tot ell de pedra i amb volta de canó. Està pavimentat amb opus signinum i sembla que portava aigua potable tant per l'oppidum com per les termes romanes. Va ser descobert el 1973.